# Municipio de Vale (Dakota del Norte)
El municipio de Vale (en inglés: Vale Township) es un municipio ubicado en el condado de Burke en el estado estadounidense de Dakota del Norte. En el año 2010 tenía una población de 24 habitantes y una densidad poblacional de 0,26 personas por km².

## Geografía
El municipio de Vale se encuentra ubicado en las coordenadas 48°51′11″N 102°36′14″O / 48.85306, -102.60389. Según la Oficina del Censo de los Estados Unidos, el municipio tiene una superficie total de 92.52 km², de la cual 90,04 km² corresponden a tierra firme y (2,68 %) 2,48 km² es agua.

## Demografía
Según el censo de 2010, había 24 personas residiendo en el municipio de Vale. La densidad de población era de 0,26 hab./km². De los 24 habitantes, el municipio de Vale estaba compuesto por el 100 % blancos. Del total de la población el 0 % eran hispanos o latinos de cualquier raza.